# Diphyllodes
Diphyllodes és un gènere d'ocells de la família dels paradiseids (Paradisaeidae).

## Taxonomia
Segons la Classificació del Congrés Ornitològic Internacional (versió 2.6, 2010) aquest gènere està format per dues espècies:
- Diphyllodes magnificus - ocell del paradís magnífic.
- Diphyllodes respublica - ocell del paradís republicà.

Ambdues espècies eren incloses al gènere Cicinnurus fins fa poc, arran treballs com ara Beehler et Pratt 2016.